# Козлов Анатолій Олександрович
Анатолій Олександрович Козло́в (нар. 20 листопада 1913, Чердакли — пом. 11 травня 1979, Сімферополь) — український радянський графік; член Спілки радянських художників України з 1963 року.

## Біографія
Народився 7 [20] листопада 1913 року в селі Чердаклах Ставропольського повіту Самарської губернії Російської імперії (нині Ульяновська область Росії). Його батько його був поштовим службовцем, у зв'язку з чим сім'ї часто доводилося переїжджати. У ранній юності жив і працював у Середній Азії — Ташкенті, Бухарі.
У 1931 році переїхав до Ленінграду. Упродовж 1933—1936 років навчався на біологічному факультеті Ленінградського університету, одночасно у 1934—1936 роках відвідував приватні художні студії художників О. Янова і А. Еберілнга. Протягом 1937—1941 років навчався в Ленінградському художньо-педагогічному училищі.
Брав участь у німецько-радянській війні. У боях під Смоленськом був важко поранений, що спричинило інвалідність. Нагороджений медаллю «За відвагу» (15 листопада 1977).
У 1944—1946 роках працював у Всесоюзному музеї Арктики та Антарктиди у Ленінграді; у 1949—1951 роках — художником-ілюстратором у видавництві гідрографічного управління ВМС СРСР; у 1951–52 роках — в архітектурній групі «Ленморпроекту»; у 1952–54 роках — на Ленінградському художньо-виробничому комбінаті. Одночасно у 1950—1953 роках продовжив навчання у Ленінградському художньо-педагогічному училищі. Його викладачами були зокрема В. Гринер, І. Я. Губанов, К. Кардабовський. Дипломна робота — «Повстання Ваули Пієттоміна» (акварель).
Восени 1954 року переїхав до Сімферополя, де до самої смерті працював у Художньо-виробничому комбінаті. Помер у Сімферополі 11 травня 1979 року.

## Творчість
Працював у галузі акварельного живопису, станкової та промислової графіки, оформлювального мистецтва. У графіці віддавав перевагу пейзажам. Серед робіт:
серії акварелей
- «За Полярним колом» (1946—1947; Російський державний музей Арктики і Антарктики):
  - «Цегляний завод в Салехарді»;
  - «Воркута будується»;
  - «Ненецька дівчинка. Новий порт»;
  - «Тундра з озерами за Нью-Портянськом»;
  - «Правий берег Обі біля-Яр-Сале»;
- «На трасі Воркута—Салехард» (1948, олівець, акварель);
- «Інкерман» (1958);
- «Історичні пам'ятки і пейзажі Криму» (1958—1966, олівець, акварель, ліногравюра);
- «Мініатюри про Крим» (1979, акварель; Сімферопольський художній музей);

серії гравюр
- «Північ» (1950);
- «Пейзажі Криму» (1958—1961);
- «Кримська старовина» (1959);

акварелі
- «Петропавлівська фортеця» (1950-ті);
- «Чуфут-Кале» (1963);
- «Бахчисарай. Дюрбе» (1963);
- «Судак. Георгіївська вежа» (1966);
- «Новий Світ» (1969);
- «Скеля-парус» (1971);
- «Весна у Соколиному» (1972).

Оформив вистави:
- «Витівки Скапена» Мольєра (1939, Гарнізонний будинок Червоної армії);
- «Острів скарбів» за одноїменним романом Роберта Луїса Стівенсона (1942, клуб радгому імені Блукіса в Саратовській області РРФСР);
- «Платон Кречет» Олександра Корнійчука (1943, Будинок культури імені Сергія Кірова в місті Рубіжному Луганської області УРСР).

У 1954 році брав участь в оформленні (декоративне панно, стенди) павільйонів «Радгоспи» і «Ленінград і Північний захід» на Всесоюзній сільськогосподарській виставці у Москві. Оформив інтер'єри:
- Сімферопольського залізничного вокзалу (1955);
- Керченського драматичного театру імені Олександра Пушкіна (1958).

Автор фризу «Від сохи до ракет» у Будинку культури колгоспу «Шлях Леніна» в Мелітопольському районі Запорізької області (1963; темпера).
У промисловій графіці виконав серії упаковок для цукерок (1937, 1948, 1950, 1954), екслібриси (1946—1958), етикетки для мінеральної води (1957) і сірників (1964), товарні знаки, заводські і фірмові марки (1962—1965), емблеми, нагрудні знаки: «Юннат Криму», «Майстер виноградництва і садівництва» (1957), «Спортивний» (1963).
Брав участь у республіканських виставках з 1960 року, всесоюзних — з 1937 року. Персональні виставки відбулися у Сімферополі у 1966, 1968, 1986, 1993, 2018 роках, Севастополі у 1966 році, Одесі у 2006 році.

## У мистецтві
Портрет художника у 1957 році написала сімферопольська художниця Віра Максимушкіна.